# Rockefeller-nektármadár
A Rockefeller-nektármadár (Cinnyris rockefelleri) a madarak osztályának verébalakúak (Passeriformes) rendjébe, ezen belül a nektármadárfélék (Nectariniidae) családjába tartozó faj.

## Rendszerezése
A fajt James Chapin amerikai ornitológus írta le 1932-ben. Sorolták a Nectarinia nembe Nectarinia rockefelleri néven. Egyes szervezetek az Anthobaphes nembe sorolják Anthobaphes rockefelleri néven.

## Előfordulása
Burundi, a Kongói Demokratikus Köztársaság és Ruanda területén honos. Természetes élőhelyei a  szubtrópusi és trópusi magaslati gyepek és cserjések. Állandó, nem vonuló faj.

## Megjelenése
Testhossza 12 centiméter.

## Természetvédelmi helyzete
Az elterjedési területe kicsi, egyedszáma 250-999 példány közötti, viszont stabil. A Természetvédelmi Világszövetség Vörös listáján sebezhető fajként szerepel.